# مارك ك. جونز
مارك ك. جونز (بالإنجليزية: Mark C. Johns)‏ هو سياسي أمريكي، ولد في 29 أكتوبر 1952 في الولايات المتحدة. حزبياً، نشط في الحزب الجمهوري. وقد انتخب عضو جمعية ولاية نيويورك.

## وصلات خارجية
- الموقع الرسمي